# Dogern
Dogern település Németországban, azon belül Baden-Württembergben. Lakosainak száma 2312 fő (2023. december 31.).

## Népesség
A település népessége az elmúlt években az alábbi módon változott:
| Lakosok száma | 1445 | 1673 | 1913 | 2016 | 2185 | 2264 | 2294 | 2333 | 2280 | 2312 |
|               | 1961 | 1967 | 1974 | 1980 | 1986 | 1993 | 1999 | 2005 | 2012 | 2023 |